# Wu Chunyan
Dans ce nom chinois, le nom de famille, Wu, précède le nom personnel.
Pour les articles homonymes, voir Wu.
Wu Chunyan (en chinois : 吴春艳), née le 6 décembre 1989 à Xi'an (préfecture du Shaanxi), est une archère handisport chinoise concourant en W2 pour les athlètes en fauteuil roulant. Elle détient cinq médailles paralympiques : l'or par équipes et l'argent en individuel en 2016, le bronze par équipes et en individuel en 2021, et l'or en individuel en 2024.

## Carrière
Aux Jeux paralympiques d'été de 2016, Wu remporte la médaille d'argent en arc classique derrière la championne paralympique en titre Zahra Nemati. Deux ans plus tard, aux Jeux para-asiatiques de 2018, elle retrouve Nemati en finale, qu'elle bat cette fois. Par équipes, elle remporte l'or avec sa compatriote Zhao Lixue. Quatre ans plus tard aux Jeux de 2020, elle est médaillée de bronze en individuel ainsi que par équipes avec Zhao encore une fois.
- médaille d'or à l'épreuve par équipes femmes catégorie libre aux Jeux paralympiques d'été de 2016 à Rio de Janeiro (avec Zhao Lixue)
- médaille d'or à l'épreuve individuelle femme catégorie W2 aux Jeux paralympiques d'été de 2024 à Paris
- médaille d'argent à l'épreuve individuelle femme catégorie W2 aux Jeux paralympiques d'été de 2016 à Rio de Janeiro
- médaille de bronze à l'épreuve par équipes femmes catégorie libre aux Jeux paralympiques d'été de 2020 à Tokyo (avec Zhao Lixue)
- médaille de bronze à l'épreuve individuelle femme catégorie W2 aux Jeux paralympiques d'été de 2020 à Tokyo